# Esclavage en Éthiopie
L'esclavage en Éthiopie a existé pendant des siècles. Cette pratique faisait partie intégrante de la société éthiopienne, depuis ses débuts jusqu'au XXe siècle. Les esclaves étaient traditionnellement issus des peuples nilotiques qui habitaient l'arrière-pays sud de l'Éthiopie. Les prisonniers de guerre étaient une autre source d'esclaves, bien que la perception et le traitement de ces prisonniers fussent nettement différents. Des esclaves étaient également vendus à l'étranger dans le cadre de la traite arabo-musulmane, servant de concubines, de gardes du corps, de domestiques et de trésoriers. En réponse à la pression des alliés occidentaux de la Seconde Guerre mondiale, l'Éthiopie a officiellement aboli l'esclavage et la servitude involontaire en 1942. Le 26 août 1942, l'empereur Hailé Sélassié proclame l'interdiction de l'esclavage.

## Généralités
Traditionnellement, le racisme sur le territoire visait principalement les minorités ethniques du sud-ouest du pays. Les classes d'esclaves étaient principalement composées de nilotiques (Gumuz) qui étaient désignés sous le nom de barya ou shanqella (« nègres ») en contraste avec les saba qayh (« hommes rouges »), castes nobles parlant des langues afro-asiatiques. La première représentation de cette tradition date d'une inscription du viiie siècle av. J.‑C appartenant au Royaume de D'mt,. L'esclavage était fondamental pour l'ordre social, politique et économique de l'Éthiopie médiévale.

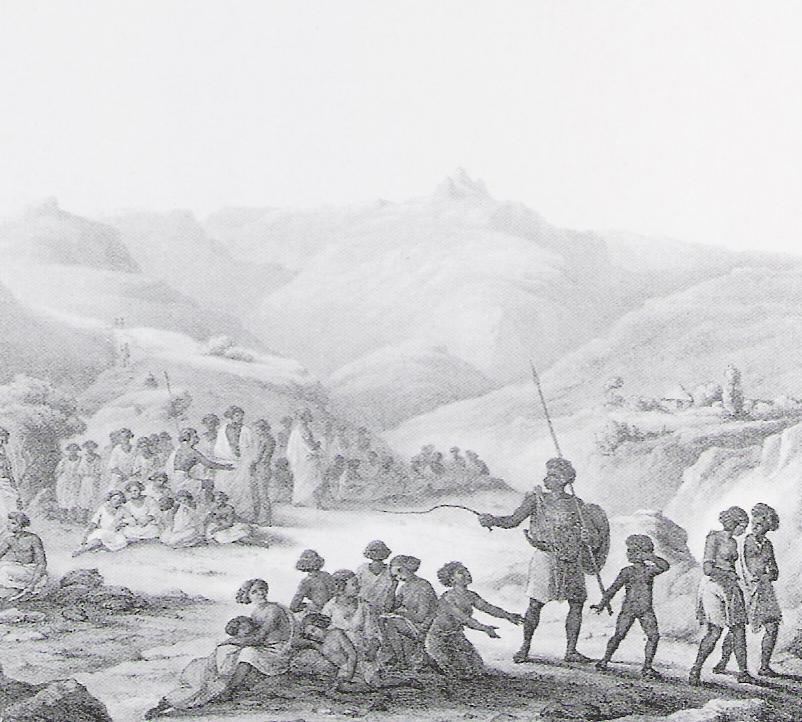
Esclaves en Éthiopie, XIXe siècle.

Selon Henry Salt, les Abyssins ont intensivement chassé les shanqella au cours du XIXe siècle. À la suite de l'abolition de la traite des esclaves dans les années 1940, les shanqellas et les baryas libérés étaient généralement employés comme main-d'œuvre non qualifiée.
Traditionnellement, le racisme contre les barya transcendait les classes et restait en vigueur indépendamment de la position sociale ou de la filiation. Bien que certaines populations chamito-sémitiques d'Éthiopie (Oromos, Sidamas) aient également été confrontées à des degrés divers de discrimination,ces discriminations contrastaient fortement avec celles qui existaient envers les shanqellas car leurs caractéristiques raciales étaient similaires à celles des Abyssins. Ces discriminations étaient plutôt plus typiquement liées à des considérations économiques et politiques. Ainsi les Oromos et les Gouragués n'étaient jamais considérés comme étant des baryas.
En termes de perceptions traditionnelles, les minorités nilotiques se distinguent elles-mêmes des populations chamito-sémitiques. Les Anuaks du sud de l'Éthiopie regroupent les Amharas, les Oromos, les Tigrés et d'autres communautés éthiopiennes non-nilotiques sous le nom de gaala (« rouge ») en opposition à eux-mêmes.

## Histoire

### Conquêtes
En Éthiopie, l'esclavage était légal et répandu; les raids d'esclaves étaient endémiques dans certaines régions, et la traite des esclaves était une réalité quotidienne. Bien que son commerce intercontinental d'esclaves était substantiel, l'Empire éthiopien, en particulier les hauts plateaux du Choa, était le plus grand consommateur d'esclaves dans la Corne de l'Afrique. Avant l'expansion impériale au sud Asandabo, Saqa, Hermata et Bonga étaient les principaux marchés d'esclaves pour le royaume de Guduru, Limmu-Enaria, Jimma et Kaffa. Les villages marchands adjacents à ces grands marchés du sud-ouest de l'Éthiopie étaient invariablement remplis d'esclaves, que les classes supérieures échangeaient contre les marchandises importées qu'ils convoitaient.
Les esclaves étaient acheminés vers les grands marchés de distribution tels que Basso à Gojjam, Aliyu Amba et Abdul Resul dans le Shewa. La principale source d'esclaves était les guerres et les raids qui ont duré des milliers d'années,,,,.
Dans les états oromos centralisés des vallées de Gibe et de Didesa, le secteur de l'agriculture et de l'industrie était reposait principalement sur le travail des esclaves. Les états de Gibe incluaient Jemma, Gudru, Limmu-Enarya et Gera. Adjacent aux états Oromo occidentaux existe le royaume omotique de Kaffa ainsi que d'autres états du sud dans les bassins de fleuve de Gojab et d'Omo où les esclaves étaient les producteurs agraires principaux. Dans les États du Gibe, un tiers de la population générale était composée d'esclaves, tandis que les esclaves représentaient entre la moitié et les deux tiers de la population générale dans les royaumes de Jimma, Kaffa, Walamo, Gera, Janjero et Kucha.  Kaffa a même du réduire le nombre d'esclaves au milieu du xixe siècle, craignant une sur-population,.
Le travail des esclaves dans le secteur agricole au sud-ouest de l'Éthiopie signifie que les esclaves constituaient une proportion plus élevée de la population générale par rapport au nord de l'Éthiopie où les producteurs agraires sont principalement des gabbars libres,. Un gabbar possède sa propre terre et son obligation légale est de payer un cinquième de sa production comme taxe foncière, avec un total d'un tiers de la production totale payée comme taxe. En plus de ces taxes, les paysans du nord de l'Éthiopie ont des obligations informelles, ils seront contraints d'entreprendre des travaux forcés tels que le broyage du maïs, la construction de maisons et de clôtures qui consomment jusqu'à un tiers de leur temps. Ce même système de gabbar a été appliqué au sud de l'Éthiopie après l'expansion du royaume de Shoa jusqu'à ce que l'empereur Haile Selassie abolisse ce système au sud et au nord.
En 1869, Menelik II devient roi de Shewa. Il entreprit ensuite de conquérir l'Oromia, annexant complètement le territoire en 1900. Les Oromos furent par la suite sévèrement réprimés par les troupes de Ménélik, la majorité durent payer de lourds tributs pour l'usage de la terre et un grand nombre d'entre-eux furent également réduits en esclavage.[réf. nécessaire] Menelik II et la reine Taitu possédaient personnellement 70 000 esclaves. Abba Jifar II aurait fait également plus de 10 000 esclaves et permettrait à ses armées d'asservir les captifs lors des batailles. Cette pratique était commune entre les diverses tribus et clans d'Éthiopie pendant des milliers d'années,,,,,. Cependant, malgré les raids de guerre, les Oromo n'étaient pas considérés comme étant des baryas, en raison de leur ascendance afro-asiatique.

### Nature
L'esclavage pratiqué en Éthiopie différait selon la classe d'esclaves en question.
Les esclaves nilotiques (shanqella «nègres») étaient en général vendus à un prix faible et étaient principalement assignés à des travaux durs dans la maison et les champs.
À l'inverse, les esclaves issues d'ethnies chamito-sémitiques Oromo et Sidama (saba qayh «rouges») avaient une valeur bien plus élevée et étaient soigneusement triés. Les très jeunes enfants jusqu'à l'âge de dix ans étaient désignés sous le nom de Mamul. Leur prix était légèrement inférieur à celui des garçons de dix à seize ans. Connu sous le nom de Gurbe, ces derniers étaient destinés à servir en tant que domestiques personnels. Les hommes dans la vingtaine s'appelaient Kadama et se sont vendus à un prix légèrement inférieur à celui des Gurbe car la valeur d'un homme diminuait avec l'âge. Les femmes les plus estimées et les plus désirées étaient les jeunes filles, qui étaient appelées Wosif. Les plus séduisants d'entre elles étaient destinés à devenir des épouses ou des concubines. Les femmes plus âgées été évaluées en fonction de leur force et de leur capacité à effectuer les tâches ménagères.

#### Esclavage des Baryas par les Beta Israel
La société des Beta Israel (ge'ez ፈላሻ) ou Beta Israel (populations juives de l'Éthiopie) comprend un sous-groupe de statut inférieur, véritable minorité de la minorité, de Baryas, ou captifs. Leur origine n’est pas datée, mais ils sont bien attestés à l’époque moderne au sein de la communauté Beta Israel, et existent toujours aujourd’hui en Israël. Les Baryas descendent de serviteurs nilotiques achetés par des Beta Israel sur les anciens marchés d’esclaves de la Corne de l'Afrique, et convertis à la religion de leurs maîtres. Ils sont considérés comme « noirs » (t’equr, ou shanqilla, un mot d'origine Agäw qui référence les peuples nilotiques très noirs) par les Beta Israel. Ceux-ci se perçoivent eux-mêmes comme qey [rouge] ou t’eyem [brun] - jamais comme le racialement inférieur t'equr ».
Les Baryas ont des traits plus classiquement africains que les peuples couchitiques et éthiosémitiques, encore que d’après Hagar Salamon, « la prolifération des relations conjugales maître-esclave » (normalement prohibées) aient progressivement estompé les différences. Ils sont endogames, et ne sont pas autorisés à se marier avec les familles Beta Israel non Baryas. Il existe également une notion de demi baryas et quart de baryas, contraints de se marier entre eux. Ils sont victimes de divers préjugés, étant supposés être « primitifs ». Ils n’avaient en Éthiopie qu’un accès restreint aux lieux de culte (Masgid), variable selon les régions. Hagar Salamon rapporte ainsi que selon celles-ci, ils devaient rester dans la cour du Masgid, ou devaient la quitter pendant la lecture de l'Orit (la Bible), ou ne pouvait y pénétrer qu’après plusieurs années. Ils n’avaient en général pas le droit d’être enterrés dans les mêmes cimetières que les autres Beta Israel, et ceux-ci ne consommaient pas la viande des animaux qu’ils abattaient.
Jusqu’à leur immigration en Israël, les Baryas ont conservé un statut de serviteur, malgré l’abolition officielle de l’esclavage en 1924. Ils étaient « de facto une part de la propriété familiale et continuaient à être légués d’une génération à une autre. [… il y avait même une] vision générale des baryas comme [...] non-humains ».

### Traites Arabo-musulmanes

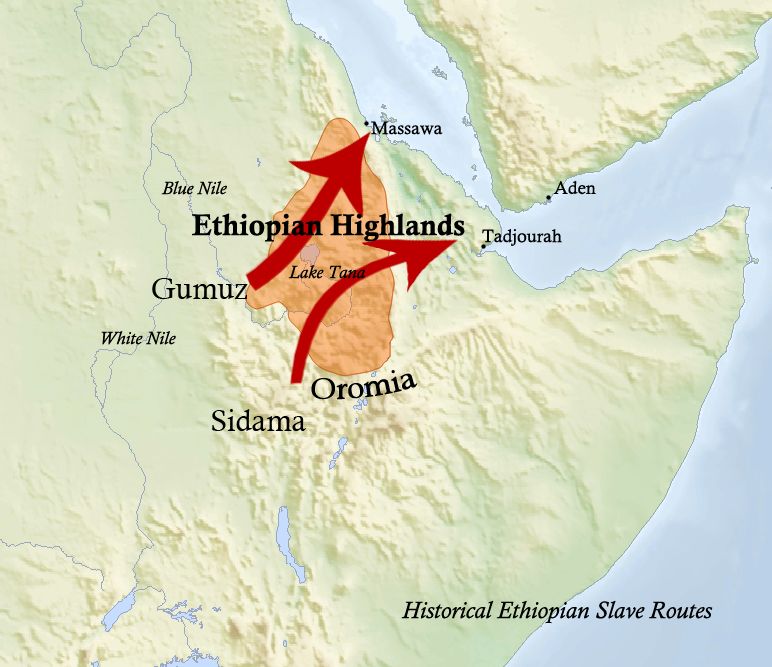
Itinéraires historiques de la traite éthiopienne.

Du fait que les côtes de la Mer Rouge et du golfe d’Aden, en particuiers les ports de Zeilah et Tadjourah, étaient sous l’autorité de sultans musulmans Somalis et Afars, ce sont ces ethnies musulmanes qui dominaient la traite des esclaves dans la Corne de l'Afrique. Par exemple la grande famine de 1890-1891 a contraint de nombreuses personnes du nord chrétien de l'Éthiopie à vendre leurs enfants à des musulmans.
Pour répondre à la demande de main-d'œuvre croissante de cette région au fil des siècles, des Bantous d'Afrique du Sud sont capturés et exportés en Corne de l'Afrique par des marchands arabes omanais qui les vendaient en grand nombre à des clients principalement somalis. Les esclaves capturés étaient aussi parfois asservis par les Somalis eux-mêmes, lors de raids dans l'arrière pays.  
Les sultanats musulmans locaux, tels que le Sultanat d'Adal, à travers leurs ports, exportaient également des esclaves Zanj (Bantous) capturés dans des régions du sud.  Les Portugais voulant contrôler la route des Indes orientales attaquent les ports somaliens au xvie siècle, en 1517 ils incendient le comptoir de Zeilah. Vers 1542-1543  Christophe de Gama mène une expédition en Abyssinie pour repousser les musulmans du Sultanat d'Adal mais sera capturé après la bataille de Wofla et décapité.
Tadjourah (Djibouti), dirigé par des sultants afars, a été un des ports principal du commerce entre l'Éthiopie et la mer Rouge. Les esclaves, l'ivoire mais aussi d'autres biens (blé, durra, miel, or, plumes d'autruches, etc.), arrivaient par caravanes en provenance des hauts plateaux du Choa.  Avec Tadjourah, Zeilah, capitale du sultanat d'Adal, est un des principaux débouchés portuaires de la ville d'Harar et des régions d'Asayita et de Choa. Son importance comme port de commerce est confirmée par Al Idrissi et Ibn Saïd, qui décrivent Zeilah comme une ville importante, centre de traite d'esclaves.  Cependant le débouché le plus important pour les esclaves éthiopiens était sans aucun doute Massaoua. Les routes commerciales de Gondar qui menaient à Massawa (via l'Adwa) étaient empruntées par des marchands qui emmenaient de 100 à 200 esclaves, dont la majorité étaient des femmes, en un seul voyage.
Pendant la seconde moitié du xixe siècle et au début du xxe siècle, les esclaves expédiés d'Éthiopie étaient très demandés sur les marchés de la péninsule arabique. Outre les filles javanaises et chinoises venues d'Extrême-Orient, les jeunes femmes éthiopiennes figuraient parmi les concubines les plus estimées. Les plus belles jouissaient souvent d'un style de vie riche et devenaient maîtresses de l'élite ou même mères des souverains. Les principales sources de ces esclaves, qui transitaient principalement par Massaoua et Tadjourah, étaient les régions Oromos et Sidama du sud-ouest de l'Éthiopie.

### Abolition
Les premiers efforts pour abolir l'esclavage en Éthiopie remontent au début des années 1850, lorsque l'empereur Tewodros II a interdit la traite des esclaves dans son domaine, mais cela fut sans grand effet. Seule la présence des Britanniques dans la mer Rouge a entraîné une véritable pression sur le commerce. Au milieu des années 1890, Menelik réprimait activement le commerce, détruisant les villes notoires du marché des esclaves et punissant les esclavagistes par l'amputation. Tewodros II et Yohannes IV ont également proscrit l'esclavage, mais comme toutes les tribus ne sont pas contre l'esclavage et que les esclaves et les commerçants entourent le pays de tous côtés, il est impossible de supprimer complètement cette pratique au XXe siècle.
Pour obtenir une reconnaissance internationale pour sa nation, Haile Selassie a demandé à rejoindre la Société des Nations en 1919. L'admission de l'Éthiopie a été initialement rejetée en raison de préoccupations concernant la détention d'esclaves, leur commerce ainsi le commerce des armes. L'Italie et la Grande-Bretagne, qui dirigeaient l'opposition, laissaient entendre que l'Éthiopie n'était pas encore suffisamment civilisée pour adhérer à une organisation internationale de nations libres. Elle y a finalement été admise en 1923, après avoir signé la Convention de Saint-Germain,. Malgré ces mesures, l'esclavage a continué à être pratiqué en Éthiopie même après la signature de la Convention relative à l'esclavage de 1926.

### Invasion italienne
Avec l'intention d'abolir l'esclavage comme justification, l'Italie a envahi l'Éthiopie (pour la deuxième fois) en 1935, réussissant à conquérir le pays. Pendant l'occupation italienne, les Italiens ont définitivement aboli l'esclavage, en publiant deux lois en octobre 1935 et en avril 1936 par lesquelles ils auraient libéré 420 000 personnes. Après la défaite italienne, l'empereur Hailé Sélassié, revenu au pouvoir, abandonne ses idées antérieures sur une abolition lente et progressive de l'esclavage au profit d'une abrogation totale et radicale.

## Héritage
Bien que l'esclavage ait été aboli dans les années 1940, les effets de cette institution de longue date en l'Éthiopie ont persisté. La discrimination raciale à l'encontre des communautés barya ou Shanqella en Éthiopie persiste, ce qui affecte l'accès aux opportunités et aux ressources politiques et sociales.
Cependant certains esclaves d'Éthiopie ou leurs descendants ont pu occuper des postes très élevés. Habte Giyorgis Dnagde et Balcha Abanefso étaient à l'origine des prisonniers de guerre à la cour de Menelik qui devinrent très puissants, notamment Habte Giorgis, ministre de la guerre et premier ministre de l'empire qui devint lui-même roi d'Éthiopie après la mort de Menelik,. Ejegayehu Lema Adeyamo, la mère de l'empereur Menelik qui a fondé l'Éthiopie moderne, serait une esclave,,,. Mengistu Haile Mariam, qui a dirigé l'Éthiopie, à partir de juillet 1974, avec une idéologie du socialisme, serait aussi le fils d'un ancien esclave.